# つたえられたら素敵
『つたえられたら素敵』（つたえられたらすてき）は、高杉菜穂子による日本の漫画作品。

## 概要
『なかよし』（講談社）において、1985年から1985年まで連載された。

## 書誌情報
高杉菜穂子 『つたえられたら素敵』 講談社〈講談社コミックスなかよし〉、全1巻
- 1巻、1985年7月6日発行、ISBN 4-06-178504-4